# パーシー・シーモア
パーシー・シーモア卿（英語: Lord Percy Seymour、1696年6月3日 – 1721年7月4日）は、グレートブリテン王国の政治家。1718年から1721年まで庶民院議員を務めた。

## 生涯
第6代サマセット公爵チャールズ・シーモアと1人目の妻エリザベス（1722年11月23日没）の息子として、1696年6月3日に生まれた。兄にのちの第7代サマセット公爵アルジャーノン・シーモアがいる。1706年から1714年までイートン・カレッジで教育を受けた後、1714年5月4日にケンブリッジ大学トリニティ・カレッジに入学、1717年にM.A.の学位を修得した。
1717年7月、父の手配によりコッカーマス選挙区の補欠選挙で出馬した。コッカーマスではサマセット公爵が影響力を有したが、シーモア84票対第3代準男爵サー・ウィルフリッド・ローソン90票という結果になり、接戦だったため選管は2人の当選を宣告して、当選者の判断を庶民院に委ねた。シーモアが未成年だったと認めたため、ローソンは議席を諦めてシーモアの当選を認め、シーモアは1718年1月に当選を宣告された。
議会では1719年に便宜的国教徒禁止法と教会分裂阻止法の廃止に賛成、同年の貴族法案にも賛成した。
1721年7月4日、天然痘により生涯未婚のまま死去した。